# الصادق الأمين
الصادق و الأمين أو الصادق الأمين هي إحدى أشهَر أسماء الرسول محمد التي عُرِف ولُقِّب بها من قِبل أهل مكة قبل وبعد نزول الوحي، والتي وردت في كتب الحديث الشريف والسيرة النبوية والتاريخ والأدب الإسلاميين.
قال ابن حجر العسقلاني: «ومما وقع من أسمائه في القرآن بالاتفاق: الشاهد، المبشر، النذير المبين، الداعي إلى الله السراج المنير، وفيه أيضاً المذكر، والرحمة، والنعمة، والهادي، والشهيد، والأمين، والمزمل، والمدثر».

## ورود الإسم في كتب الحديث والسيرة
ورد عن الرسول محمد أنه قال عن نفسه «أنا أمين من في السماء». كما ذكر إبن حجر العسقلاني في كتابه فتح الباري أن «الصادق المصدوق» هو من الأسماء المشهورة للرسول محمد.
قال إبن هشام في السيرة النبوية: «فشب رسول الله ﷺ والله تعالى يكلؤه ويحفظه ويحوطه من أقذار الجاهلية؛ لما يريد به من كرامته ورسالته، حتى بلغ أنه كان رجلا أفضل قومه مروءة، وأحسنهم خلقا، وأكرمهم حسباً، وأحسنهم جواراً، وأعظمهم حلماً وأصدقهم حديثاً، وأعظمهم أمانة، وأبعدهم من الفحش والأخلاق التي تدنس الرجال  تنزهاً وتكرماً، حتى ما اسمه في قومه إلا "الأمين" لما جمع الله فيه من الأمور الصالحة.»